# راما سليم
رمضان محمد سليم (بالإنجليزية: Rama Salim) المعروف باسم راما سليم (ولد في 20 مارس 1993 في مومباسا) لاعب كرة قدم كيني يلعب لتوبولكاني السلوفاكي في الدرجة الثالثة والمنتخب الكيني كمهاجم أو وسط مهاجم.

## المسيرة الرياضية مع الأندية

### كونغو يونايتد
بدأ سليم مسيرته الرياضية في كونغو يونايتد في مومباسا وكان جزءًا لا يتجزأ من الفريق عندما فاز بالترقية إلى دوري كينيا الممتاز لموسم 2011. بعد موسم رائع شهد فوزه بجائزة أفضل لاعب شاب في دوري كينيا الممتاز وقع سليم عقدا لمدة ثلاث سنوات مع غور مايا منهيا أسابيع من التكهنات حول النادي الذي سينتقل إليه والتي كانت من بينها ليوباردز وماثار يونايتد وتوسكر وأولينزي ستارز.

### غور مايا
بعد انضمامه إلى كوجلو لموسم 2012 لعب سليم لأول مرة مع النادي في مباراة ودية ضد المريخ السوداني في ملعب نيايو الوطني في 29 يناير 2012. لعب أول مباراة له في الدوري ضد ثيكا يونايتد في 12 فبراير 2012 عندما بديلا عن دان ماكوري في الدقيقة 79 ليساعد فريقه على الفوز 2-0. في 10 نوفمبر 2012 في اليوم الأخير من الموسم بعد تعادل غور مايا 1-1 مع ثيكا يونايتد في ملعب مدينة نيروبي عندما احتاجوا للفوز للحصول على اللقب تصدر سليم عناوين الصحف عندما جلس على أرض الملعب وبكى بمرارة في نهاية المباراة. ومع ذلك فقد ساعد الفريق على الفوز في النسخة السابقة للموسم لكأس السوبر الكينية لعام 2013 في العام التالي.

#### الإعارة إلى المرخية
في 11 أغسطس 2013 غادر سليم كينيا متوجهاً إلى قطر لتوقيع عقد إعارة لمدة موسم كامل مع المرخية في دوري قطرغاز حتى نهاية يونيو 2014 حيث سينتقل بعد ذلك إلى الغرافة في دوري نجوم قطر مقابل 59,700 دولار أمريكي. كما أفيد بأن سليم سيستلم راتب سنوي قدره 240,000 دولار.
في 20 سبتمبر 2013 تم منع سليم من قبل النادي لمدة شهرين بسبب سوء السلوك الجسيم بعد قتال تدريبي مع زميله بعد تلقيه عرقلة عنيفة.

#### العودة إلى غور مايا
في 6 يناير 2014 تم استدعاء سليم إلى غور مايا بعد ستة أشهر في قطر ووقع عقد جديد مع النادي لمدة ستة أشهر وبعد ذلك سيسمح له بمغادرة النادي أو التوقيع على تمديد عقده. لعب أول مباراة له منذ عودته إلى كينيا في مباراة ودية ضد مومبي ناشونال في 25 يناير 2014.
في 20 فبراير 2014 عاد سليم إلى دوري كينيا الممتاز عندما لعب أمام نيروبي سيتي ستارز حيث خرج من مقاعد البدلاء في الدقيقة 66 ليحل محل جاريد أوبوغي لمساعدة فريقه في الفوز بالمباراة 2-0.

### كوستال يونيون
في 17 أغسطس 2014 أُعلن أن سليم انضم إلى كوستال يونيون التنزاني بعقد لمدة عامين. سجل هدفين في أول مباراة له مع النادي في 5 سبتمبر 2014 مما ساعد فريقه في الفوز الضخم 10-0 على فالكونز من مدينة زنجبار. في 21 سبتمبر سجل سليم مرة أخرى في أول مباراة تنافسية له مع النادي في الدقيقة 81 لإنقاذ نقطة التعادل في أول مباراة له في الدوري هذا الموسم ضد سيمبا.

## المسيرة الرياضية مع المنتخب
تلقى سليم أول استدعاء له للمنتخب الوطني الكيني في 20 يونيو 2011 في مباراة كأس إل جي ضد السودان في 25 يونيو. كان أيضا جزءًا من التشكيلة التي احتلت المركز الثاني في كأس سيكافا 2012 في أوغندا. دخل في الدقيقة 49 ليحل محل كليفتون مييشو خلال المباراة النهائية لكنه لم يستطع أن يمنع منتخبه من السقوط في الخسارة 2-1 من المضيفين.

## الإنجازات

### مع الأندية
- غور مايا
  - كأس كينيا (2): 2011 - 2012
  - كأس السوبر الكيني (1): 2013
  - كأس أفضل ثمانية الكيني (1): 2012

### الشخصية
- أفضل لاعب شاب في دوري كينيا الممتاز (1): 2011